# Yatego
Yatego - платформа электронной торговли, на котором предприниматели могут размещать свои товары. Каждый предприниматель обладает своим онлайн-магазином, который находится на платформе Yatego. После процесса регистрации покупатель может осуществлять покупки на всей платформе Yatego, во всех онлайн-магазинах которые здесь расположены.
Компания ООО Yatego была основана Михаэлем Олльманном в начале 2003 года в Мюнхене. Веб-страница Yatego появилась в июне 2003 года.

## Развитие
При запуске платформа Yatego насчитывала приблизительно 100 предпринимателей. Следующая таблица демонстрирует рост и развитие платформы:
| Месяц /Год | Число предпринимателей | Продукты на платформе |
| ---------- | ---------------------- | --------------------- |
| 04/2003    | ca. 200                | ca. 400.000           |
| 04/2004    | 612                    | 586.508               |
| 04/2005    | 1.226                  | 948.639               |
| 04/2006    | 1.982                  | 1,34 Mил              |
| 04/2007    | 4.086                  | 1,81 Mил              |
| 04/2008    | 5.613                  | 2,1 Mил               |
| 04/2009    | 7.278                  | 2,6 Mio               |
| 04/2010    | 8.548                  | 3,1 Mio               |

Согласно статистике Nielsen/NetRaitings, в 2006 году платформа Yatego выросла на 137 %, а в 2007 году Comscore назвал Yatego «самой быстрорастущей веб-страницей в Германии».
Yatego является также победителем премии «Jobmotor» 2008 года, так как несмотря на экономический кризис продолжает создавать рабочие места. На эту премию были номинированы предприятия трёх категорий:
- Малые предприятия (до 20 сотрудников);
- Средние предприятия(от 20 до 200 сотрудников);
- Большие предприятия (от 200 сотрудников).

Yatego завоевала первое место в категории "Средние предприятия".

## Навигация
Поисковая функция
Поиск продуктов осуществляется во всех категориях и по заданным ценам. При поиске уже с полуслова предлагаются различные варианты запросов. Так же существует система коррекции ошибок правописания в запросе и расширенный поиск продуктов.
Категории
Все продукты разделены на три категории, которые в свою очередь также имеют несколько подкатегорий.
Поиск продуктов осуществляется по следующим аспектам:
- Торговая марка; бестселлер — поиск товара наибольшей популярности;
- Ценовой хит — уценённые продукты;
- Тематический мир — продукты по темам;
- Поиск магазина — перечень предпринимателей, которые имеют свой магазин на платформе Yatego;
- Отраслевая книга — перечень предпринимателей платформы Yatego, сортированный по отраслям;
- Подарочный сертификат — список подарочных сертификатов.

## Варианты товаров
На платформе Yatego указаны все варианты одного продукта. Например цвет и размер продукта указаны непосредственно в описании товара, поэтому желаемый товар можно сразу положить в корзину.

## Как совершить покупку на платформе Yatego?
Существуют две возможности: быстрый заказ и личный счет покупателя «MyYatego». В категории MyYatego есть возможность посмотреть историю заказов и воспользоваться услугой закладок или послать информацию о продуктах друзьям. Yatego является лишь посредником между предпринимателем и покупателями.

## Выполнение заказа
Оплата
После поступления заказа, покупатель осуществляет оплату предпринимателю напрямую. Существуют различные виды платежей в зависимости от предпринимателя. На платформе Yatego возможны следующие виды платежей:
- С помощью iclear;
- Предоплата/ Перевод;
- Счет;
- Наложенный Платеж;
- Кредитная карточка;
- Снятие банком сумму покупки с банковского счета покупателя;
- Оплата наличными при доставке товара.

Пересылка
Пересылку товара осуществляет предприниматель, у которого был куплен товар. Оплата пересылки варьируется в зависимости от предпринимателя. На платформе Yatego существуют следующие виды пересылки:
- оплата по установленной предпринимателем цене за пересылку;
- оплата за каждый килограмм товара;
- оплата в зависимости от итоговой суммы заказа;
- оплата за каждое наименование в счете.

## Кооперация
- Платформа Yatego сотрудничает с IClear и EHI Retail Institute.
- Аналитические порталы сравнения цен: платформа Yatego предлагает так же возможность экспортировать данные о товаре в аналитические порталы сравнения цен, такие как Google product search, Kelkoo, Milando.
- Услуги платежа: EOS Payment Solutions, Elavon Merchant Services, Wirecard, American Express.
- Окружающая среда: Landbell.
- Импорт товаров из других онлайн магазинов: покупатель может импортировать продукты из других систем онлайн магазинов. Импорт продуктов из других систем онлайн магазинов осуществляется при помощи посредников, таких как Xtcommerce и OXID eSales. OsCommerce, plentyMarkets, Afterbuy и JTL-Warenwirtschaft.
- Экспорт заказов: для автоматического сравнения данных о поступивших заказах Yatego использует специальные интерфейсы, такие как Afterbuy и AuktionMaster, OXID eSales, plentyMarkets и DreamRobot. Данных о поступивших заказах можно получить в формате CSV.
- Yatego сотрудничает с юридической службой „ Protected Shops“. В этом случае  владельцы Yatego-интернет-магазинов могут получать юридические тексты автоматически.

## Награды
- Job-Motor 2008/Джоб-Мотор 2008 (ремесленная палата и торгово-промышленная палата города Фрайбург и Констанц и объединение промышленных предприятий региона Баден);
- Призёр в номинации «Предприятие года 2009» (Приз Оскара Патцелта)[4];
- Призёр в номинации Предприятие месяца сентябрь (Общество стимулирования развития экономики региона Шварцвальд-Бар)[5];
- Второе место в номинации среднее предприятие за Корпоративную социальную ответственность (Caritas Министерство экономики федеральной земли Баден-Вюртемберг)[6];
- Второе место в конкурсе Ausbildungs-Ass 2009/АусбильдунгсАсс 2009[7];
- Пятое место в номинации Deloitte Fast50 Technologie-Award[8].

## В средствах массовой информации
- Yatego как молодое, быстрорастущее предприятие часто упоминается в региональных средствах массовой информации[9][10][11][12].
- О награждении Yatego премией Job-Motor 2008/Джоб-Мотор 2008 передавала радиостанция SWR[13]. О том что Yatego является призёром в номинации "Предприятие сентября" передавала радиостанция Radio 7[14].
- Так же часто встречаются упоминания о Yatego в глянцевых журналах и бизнес прессе[15][16][17][18][19].
- О всех сотрудничествах Yatego сообщается регулярно на соответствующих веб-сайтах. Как например о рамочном соглашении между Yatego и "Protected Shops"[20].
- В октябре 2009 года Yatego запустило также рекламу на телевидении в программе «Wohnen nach Wunsch — Das Haus» на телеканале VOX. Рекламный ролик был изготовлен агентством «Jung von Matt»[21].